# Байкаловський район
Байка́ловський район (рос. Байкаловский район) — адміністративна одиниця Свердловської області Російської Федерації.
Адміністративний центр — село Байкалово.

## Географія
Байкаловський район знаходиться в південно-східній частині Свердловської області. Загальна площа муніципального утворення — 2293,73 км², протяжність з півночі на південь і з заходу на схід — в межах 55-70 кілометрів. Територія району в основному рівнинна, лісиста.

## Історія
12 листопада 1923 року Постановою ВЦВК був утворений Байкаловський район у складі Ірбітського округу новоствореної Уральської області.

## Населення
Населення району становить 15096 осіб (2019; 16294 у 2010, 19048 у 2002).

## Адміністративно-територіальний поділ
На території району 3 сільських поселення:
| Поселення                          | Площа, км² | Населення, осіб (2002) | Населення, осіб (2010) | Населення, осіб (2019) | Центр           | Населені пункти |
| ---------------------------------- | ---------- | ---------------------- | ---------------------- | ---------------------- | --------------- | --------------- |
| Баженовське сільське поселення     | 460,26     | 4167                   | 3530                   | 3048                   | Баженовське     | 16              |
| Байкаловське сільське поселення    | 1105,22    | 9740                   | 8720                   | 8281                   | Байкалово       | 26              |
| Краснополянське сільське поселення | 727,97     | 5141                   | 4044                   | 3623                   | Краснополянське | 26              |

## Найбільші населені пункти
| № | Населений пункт | Населення, осіб (2002) | Населення, осіб (2010) |
| - | --------------- | ---------------------- | ---------------------- |
| 1 | Байкалово       | 6 144                  | 5 789                  |
| 2 | Єлань           | 1 325                  | 1 101                  |